# 728 هـ
728 هـ هي سنة في التقويم الهجري امتدت مقابلةً في التقويم الميلادي بين سنتي 1327 و1328.

## أحداث
- بدء حصار نيقية من قبل السلطان عثمان الأول

## وفيات
- سعد بن ثابت
- طفيل بن جماز
- طفيل بن منصور
- قسيطل بن زهير
- كبيش بن منصور
- هميان بنت مقبل

- 26 ذو القعدة - ابن تيمية (عالم سني حنبلي)